# Ipomoea jaegeri
Ipomoea jaegeri är en vindeväxtart som beskrevs av Pilger. Ipomoea jaegeri ingår i släktet praktvindor, och familjen vindeväxter. Inga underarter finns listade i Catalogue of Life.